# Гюнтер фон дер Шуленбург
Гюнтер Ернст Гебхард Карл фон дер Шуленбург (на немски: Günther Ernst Gebhard Karl, Graf von der Schulenburg; * 18 декември 1819, Брауншвайг; † 21 февруари 1895, Волфсбург) е граф от род фон дер Шуленбург-Волфсбург и политик.

## Биография
Той е най-големият син на граф Вернер фон дер Шуленбург-Волфсбург (1792 – 1861) и фрайин Шарлота Луиза Ернестина Финке (1797 – 1888). Внук е на граф Гебхард фон дер Шуленбург-Волфсбург (1763 – 1818) и фрайин Вилхелмина Анна Кристина фон Мюнххаузен (1769 – 1832). Брат е на Гебхард Ханс Александер фон дер Шуленбург (1823 – 1897), Ернст фон дер Шуленбург-Волфсбург (1832 – 1878), Анна Луиза Шарлота (* 1826), Хелена София Берта (* 1827) и на Берта Шарлота Клементина (1834 – 1918), омъжена за граф Вернер фон дер Шуленбург (1829 – 1911).
Шуленбург следва право до 1846 г., а от 1848 г. лесновъдство в Хайделберг и Берлин. Започва работа в съда в Халберщат. По-късно той напуска държавна си работа и от 1860 г. се занимава с управлението на наследените му собствености във Волфсбург и други.
От 1869 до 1873 г. Гюнтер е народен представител в Магдебург 1 (Залцведел, Гарделеген) в „Пруския Херенхауз“. От 1884 г. до смъртта си е представител на фамилията фон дер Шуленбург и член на „Пруския херенхауз“.
Надгробният му камък е запазен до днес в гробището в Ротенфелде/Волфсбург.

## Фамилия
Първи брак: на 5 юни 1856 г. в Емден с далечната си братовчедка Аделхайд фон дер Шуленбург-Емден (* 13 февруари 1834, Емден; † 7 юли 1870, Волфсбург), дъщеря на граф Едуард фон дер Шуленбург-Емден (1792 – 1871) и фрайин Аделхайд фон дер Рек (1807 – 1891). Те имат децата:
- Вернер Карл Херман фон дер Шуленбург-Волфсбург (* 15 март 1857, Емден; † 21 юли 1924, Бад Кисинген), женен на 3 юли 1890 г. в Ипенбург за фрайин Фрида фон дем Бусше Ипенбург, наричана фон Кесел (* 21 март 1871 Ипенбург; † 23 март 1949, Биздорф, окр. Гифхорн)
- Мария Аделхайд фон дер Шуленбург (* 17 септември 1858, Оефте; † 20 ноември 1945, Ноймюле при Тангелн), неомъжена
- Елизабет Вилхелмина фон дер Шуленбург (* 23 март 1860, Брауншвайиг; † 3 април 1917, Миров), омъжена за Юлиус фон Щралендорф, наричан фон Колханс (* 26 март 1854, Голхен; † 25 ноември 1932, Шверин)
- Гюнтер Вернер фон дер Шуленбург (* 19 септември 1861, Волфсбург; † 30 декември 1918, Брауншвайг), женен за Леония фон Шапуис (* 11 март 1873, Франкфурт на Майн; † 30 септември 1926, Брауншвайг)
- Шарлота Хелена фон дер Шуленбург (* 5 март 1864, Волфсбург; † 22 март 1917, Нойщрелиц), омъжена за Лудолф фон Велтхайм (* 3 септември 1840, Брауншвайг; † 9 септември 1892, Лайпциг)
- Анна Катарина Аделхайд фон дер Шуленбург (* 3 май 1867, Волфсбург; † 2 септември 1914, Тирлемонт), 1896 г. дяконеса и медицинска сестра в Берлин, неомъжена
- дъщеря (*/† 7 юли 1870), умира с майка си

Втори брак: на 9 май 1873 г. в Потсдам с Маргарета Аделхайд фон дер Шуленбург-Емден (* 24 май 1839, Емден; † 26 май 1906, Волфсбург), сестра на първата му съпруга. Бракът е бездетен.